# The Torkelsons
The Torkelsons was een Amerikaanse sitcom die in de Verenigde Staten door de NBC en in Nederland door RTL 4 werd uitgezonden. Van de serie werd slechts één seizoen van 20 afleveringen gemaakt. De serie Almost Home, de spin-off van The Torkelsons, wordt als het tweede seizoen van de serie gezien.

## Rolverdeling
- Connie Ray als Millicent Torkelson
- Olivia Burnette als Dorothy Jane Torkelson
- Rachel Duncan als Mary Sue Torkelson
- Lee Norris als Chuckie Lee Torkelson
- Aaron Michael Metchik als Steven Floyd Torkelson
- William Schallert als Wesley "Boarder" Hodges
- Anna Slotky als Ruth Ann Torkelson

## Regelmatig terugkerende personages
- Paige Gosney als Kirby Scroggins
- Michael Landes als Riley Roberts
- Ronnie Claire Edwards als Bootsie Torkelson
- Alyson Kiperman als Dreama
- Mother Love as Kitty Drysdale